# Сумцов, Юрий Константинович
Юрий Константинович Сумцов (род. 4 сентября 1944, Москва, СССР) — советский пловец, мастер спорта СССР, рекордсмен СССР 1964 года на дистанции 100 метров вольным стилем. Тренировался под руководством заслуженного мастера спорта Лидии Ефимовны Соболевой и тренера Вячеслава Николаевича Чистякова.
В составе советской олимпийской сборной участвовал на  Олимпийских играх 1964 года в Токио, где выступал в эстафете 4×100 метров вольным стилем и на дистанции 100 м вольным стилем. Советская команда заняла 6-е место на этих соревнованиях.
Сумцов был одним из ведущих советских спринтеров 1960-х годов, на его счету рекорд СССР по плаванию на дистанции 100 метров вольным стилем, установленный в апреле 1964 года в Москве с результатом 56,8 секунды.